# Henrik Borgström (ishockeyspelare)
Kurt Henrik Mikael Borgström, född 6 augusti 1997, är en finländsk professionell ishockeyforward som spelar för HV71 i SHL.
Han har tidigare spelat på NHL-nivå för Florida Panthers och på lägre nivåer för HIFK i Liiga, Springfield Thunderbirds i AHL och Denver Pioneers (University of Denver) i NCAA.
Borgström draftades i första rundan i 2016 års draft av Florida Panthers som 23:e spelare totalt.

## Statistik
| 2016–2017   | Denver Pioneers  | NCAA        | 37 | 22 | 21 | 43 | 16 | — | — | — | — | — |
| 2017–2018   | Florida Panthers | NHL         | 4  | 1  | 0  | 1  | 0  | — | — | — | — | — |
|             | Denver Pioneers  | NCAA        | 40 | 23 | 29 | 52 | 18 | — | — | — | — | — |
| NHL totalt  | NHL totalt       | NHL totalt  | 4  | 1  | 0  | 1  | 0  | — | — | — | — | — |
| USHL totalt | USHL totalt      | USHL totalt | 77 | 45 | 50 | 95 | 34 | — | — | — | — | — |

### Internationellt
| Källa: Uppdaterad: 2018-03-30 | Källa: Uppdaterad: 2018-03-30 | Källa: Uppdaterad: 2018-03-30 |         | Utv = Utvisningsminuter | Utv = Utvisningsminuter | Utv = Utvisningsminuter | Utv = Utvisningsminuter | Utv = Utvisningsminuter |
| År                            | Lag                           | Mästerskap                    | Matcher | Mål                     | Assists                 | Poäng                   | Utv                     |                         |
| ----------------------------- | ----------------------------- | ----------------------------- | ------- | ----------------------- | ----------------------- | ----------------------- | ----------------------- | ----------------------- |
| 2017                          | Finland                       | JVM                           | 6       | 0                       | 0                       | 0                       | 2                       |                         |
| Junior totalt                 | Junior totalt                 | Junior totalt                 | 6       | 0                       | 0                       | 0                       | 2                       |                         |